# Suffolk and Ipswich Football League
Suffolk and Ipswich Football League là một giải bóng đá nằm ở Suffolk, Anh. Giải đấu có tổng cộng 9 hạng đấu, gồm: the Senior Division, Division 1–5 và 3 hạng đấu dự bị. Senior Division nằm ở Bậc 7 (hay Cấp độ 11) trong National League System. Giải đấu được thành lập năm 1896 với tên gọi Ipswich & District League và thay đổi tên lại như hiện tại vào năm 1978.
Đội vô địch Senior Division có quyền thăng hạng Eastern Counties League Division One. Các câu lạc bộ đã lên hạng bao gồm Whitton United, Sudbury Town, Hadleigh United, Woodbridge Town, Needham Market, Walsham-le-Willows, và Debenham LC.
Đội vô địch ở St. Edmundsbury Football League có quyền lên chơi ở Suffolk and Ipswich League nhưng cho đến hiện tại rất ít đội muốn làm điều này.
Giải đấu hiện đang liên kết với Suffolk County Football Association.

## Lịch sử
Giải đấu được thành lập năm 1896 bởi F C H Gibbons. Gibbons tạo nên một bài quảng cáo ở East Anglian Daily Times cho rằng anh dự định sẽ tổ chức giải bóng đá cho Ipswich và các vùng lân cận. Một cuộc họp vào ngày 10 tháng 9 năm 1896 có sự tham gia chính thức của 18 câu lạc bộ: 
| - Brantham Athletic - Churchmans - Great Eastern Railway - Higher Grade School - Institute Rovers | - Ipswich Rugby - Ipswich Town - Orwell Works - Prettys Athletic - Primitive Methodists | - St Clement - St Helen - St Lawrence Works - St Mary Stoke | - St Matthew - Stoke United - Trinity Old Boys - West End Excelsiors |

Giải đấu khởi tranh vào tháng 10 năm đó, nhưng không có đội Ipswich Town. Hạng đấu cao nhất thời đó có tên là Division One, đến năm 1950, đổi tên thành Premier Division, và lại đổi tên thành Senior Division năm 1978.

### Các đội vô địch

#### Senior Division
| - 1896–97 Stowmarket - 1897–98 Stowmarket - 1898–99 Woodbridge Association - 1899–00 Stowmarket - 1900–01 Leiston - 1901–02 Leiston - 1902–03 Leiston - 1903–04 28th RGA Landguard - 1904–05 Orwell Works - 1905–06 Orwell Works - 1906–07 Orwell Works - 1907–08 Stowmarket - 1908–09 Westbourne Mills - 1909–10 Stowmarket - 1910–11 Felixstowe Town - 1911–12 - 1912–13 Stowmarket - 1913–14 Stowmarket - 1919–20 - 1920–21 Walton United - 1921–22 Stowmarket - 1922–23 Harwich & Parkeston - 1923–24 - 1924–25 RAF Felixstowe - 1925–26 Walton United - 1926–27 - 1927–28 - 1928–29 - 1929–30 Newmarket Town - 1930–31 - 1931–32 - 1932–33 - 1933–34 Newmarket Town - 1934–35 Sudbury Town - 1935–36 - 1936–37 Felixstowe Town | - 1937–38 - 1938–39 - 1945–46 Achilles và HMS Ganges - 1946–47 Whitton United - 1947–48 Whitton United - 1948–49 Achilles - 1949–50 Waterside Works - 1950–51 Waterside Works - 1951–52 Waterside Works - 1952–53 Sudbury Town - 1953–54 Hadleigh United - 1954–55 Waterside Works - 1955–56 Waterside Works - 1956–57 Hadleigh United - 1957–58 Felixstowe Town - 1958–59 Waterside Works - 1959–60 Electric Supply - 1960–61 Orwell Works - 1961–62 Orwell Works - 1962–63 Waterside Works - 1963–64 Waterside Works - 1964–65 Felixstowe Town - 1965–66 Whitton United - 1966–67 Electric Supply - 1967–68 Whitton United - 1968–69 Electric Supply - 1969–70 ICI Paints - 1970–71 Heath Row - 1971–72 Nicholians - 1972–73 Hadleigh United - 1973–74 Nicholians Locomotive - 1974–75 Crane Sports - 1975–76 Nicholians - 1976–77 Hadleigh United - 1977–78 Bull Motors - 1978–79 Hadleigh United | - 1979–80 Nicholians Locomotive - 1980–81 Ransomes - 1981–82 Westerfield United - 1982–83 Haughley United - 1983–84 Westerfield United - 1984–85 Westerfield United - 1985–86 Achilles - 1986–87 RSSC Ransomes - 1987–88 Achilles - 1988–89 Woodbridge Town - 1989–90 Grundisburgh - 1990–91 Grundisburgh - 1991–92 Framlingham Town - 1992–93 Whitton United - 1993–94 Grundisburgh - 1994–95 Whitton United - 1995–96 Needham Market - 1996–97 Haughley United - 1997–98 Grundisburgh - 1998–99 Walton United - 1999–00 Grundisburgh - 2000–01 Grundisburgh - 2001–02 Walsham-le-Willows - 2002–03 Walsham-le-Willows - 2003–04 East Bergholt United - 2004–05 East Bergholt United - 2005–06 East Bergholt United - 2006–07 Grundisburgh - 2007–08 Brantham Athletic - 2008–09 Grundisburgh - 2009–10 Old Newton United - 2010–11 Grundisburgh - 2011–12 Woodbridge Athletic - 2012–13 Ipswich Valley Rangers - 2013–14 Achilles - 2014–15 Crane Sports |

## Các câu lạc bộ mùa giải 2015–16

### Senior Division
Achilles | Bramford United | Capel Plough | Crane Sports | East Bergholt United | Felixstowe Harpers United | Framlingham Town | Grundisburgh | Haughley United | Ipswich Athletic | Ipswich Valley Rangers | Leiston St. Margaret's | Stanton | Wenhaston United | Westerfield United | Wickham Market

### Division One
AFC Hoxne | Bacton United | Benhall St. Mary | Claydon | Coplestonians | Henley Athletic | Ipswich Exiles | Mendlesham | Old Newton United | Ransomes Sports | Somersham | Sporting 87 | Trimley Athletic

### Division Two
AFC Kesgrave & Willis | Barham Athletic | Bartons | Bildeston Rangers | Bramford Road Old Boys | Cedars Park | Salvation Army | Sproughton Sports | Stonham Aspal | Stowupland Falcons | Trimley Red Devils | Witnesham Wasps

### Intermediate A
Achilles Dự bị | Caple Plough Dự bị | Coplestonians Dự bị | Crane Sports Dự bị | East Bergholt United Dự bị | Felixstowe Harpers United Dự bị | Grundisburgh Dự bị | Ipswich Valley Rangers Dự bị | Mendlesham Dự bị | Old Newton United Dự bị | Sporting 87 Dự bị | Wenhaston United Dự bị | Westerfield United Dự bị

### Intermediate B
AFC Hoxne Dự bị | Benhall St. Mary Dự bị | Bramford United Dự bị | Claydon Dự bị | Coplestonians 'A' | Framlingham Town Dự bị | Haughley United Dự bị | Henley Athletic Dự bị | Ipswich Athletic Dự bị | Ipswich Exiles Dự bị | Ipswich Wanderers Dự bị | Trimley Athletic Dự bị | Wickham Market Dự bị

### Intermediate C
Bacton United Dự bị | Bramford Road Old Boys Dự bị | Cedars Park Dự bị | Debenham LC Dự bị | East Bergholt United 'A' | Leiston St. Margarets Dự bị | Old Newton United 'A' | Ransomes Sports Dự bị | Somersham Dự bị | Stonham Aspal Dự bị | Stowupland Falcons Dự bị | Trimley Red Devils Dự bị

### Division Three
Chantry Grasshoppers | Cockfield United | Coddenham Athletic | Elmswell | Halesworth Town | Saxmundham Sports | Shotley | Sizewell Associates | Sproughton United | Tacket Street Boys Brigade Old Boys | Tattingstone United | Ufford Sports

### Division Four
AFC Elmsett | AFC Kesgrave & Willis Dự bị | Cockfield United Dự bị | Halesworth Town Dự bị | Kesgrave Kestrels | Sporting 87 'A' | Stonham Aspal 'A' | Stowupland Falcons 'A' | Stradbroke United | Witnesham Wasps Dự bị | Woolverstone United

### Division Five
Adastral Park | AFC Titans | Bacton United 'A' | Cedars Park 'A' | Chantry Grasshoppers Dự bị | Kesgrave Kestrels Dự bị | Needham Market Phoenix | Sproughton Sports Dự bị | Stage Event Security | Sutton Heath Saxons | Ufford Sports Dự bị

## League Cup
Giải đấu cũng vận hành một giải cup, từ năm 1997 có tên là Omnico Cup vì lý do tài trợ. Từ năm 1976 đến năm 1997, cup có tên là McNeil League Knock–Out Cup, và bây giờ có tên là Bob Coleman Cup.

### Các đội vô địch
| - 1976–77 Hadleigh United - 1977–78 Needham Market - 1978–79 Woodbridge Town - 1979–80 Needham Market - 1980–81 Hadleigh United - 1981–82 Hadleigh United - 1982–83 Ransomes - 1983–84 Westerfield United - 1984–85 Westerfield United - 1985–86 Haughley United - 1986–87 Hadleigh United - 1987–88 Achilles - 1988–89 Grundisburgh | - 1989–90 Framlingham Town - 1990–91 Grundisburgh - 1991–92 Framlingham Town - 1992–93 Grundisburgh - 1993–94 Whitton United - 1994–95 Stanton - 1995–96 Haughley United - 1996–97 Brantham & Stutton United - 1997–98 Grundisburgh - 1998–99 Walsham-le-Willows - 1999–00 Walsham-le-Willows - 2000–01 Grundisburgh - 2001–02 Walsham-le-Willows | - 2002–03 Old Newton United - 2003–04 East Bergholt United - 2004–05 Crane Sports - 2005–06 Ransomes Sports - 2006–07 Melton St Audrys - 2007–08 Grundisburgh - 2008–09 Ransomes Sports - 2009–10 Ransomes Sports - 2010–11 Crane Sports - 2011–12 Haughley United - 2012–13 Crane Sports - 2013–14 Grundisburgh - 2014–15 Ipswich Athletic |